# Toyota Challenger 2012
Il Toyota Challenger 2012, noto come Dunlop World Challenge per ragioni di sponsorizzazione, è stato un torneo professionistico femminile di tennis giocato sul sintetico indoor. È stata la 5ª edizione del torneo che faceva parte dell'ATP Challenger Tour nell'ambito dell'ATP Challenger Tour 2012 e dell'ITF Women's Circuit nell'ambito dell'ITF Women's Circuit 2012. Il torneo maschile e quello femminile si sono giocati a Toyota in Giappone dal 19 al 25 novembre 2012.

## Partecipanti ATP

### Teste di serie
| Nazionalità   | Giocatore     | Ranking* | Testa di serie |
| ------------- | ------------- | -------- | -------------- |
| Giappone      | Yūichi Sugita | 122      | 1              |
| Stati Uniti   | Rajeev Ram    | 134      | 2              |
| Italia        | Matteo Viola  | 138      | 3              |
| Taipei cinese | Jimmy Wang    | 156      | 4              |
| Giappone      | Hiroki Moriya | 188      | 5              |
| Taipei cinese | Chen Ti       | 205      | 6              |
| Australia     | John Millman  | 233      | 7              |
| Australia     | Brydan Klein  | 242      | 8              |

- Ranking al 12 novembre 2012.

### Altri partecipanti
Giocatori che hanno ricevuto una wild card:
- Hiroyasu Ehara
- Sho Katayama
- Hiroki Kondo
- Takao Suzuki

Giocatori che sono passati dalle qualificazioni:
- Toshihide Matsui
- James McGee
- Takuto Niki
- Julien Obry

## Partecipanti WTA

### Teste di serie
| Nazionalità | Giocatrice          | Ranking* | Testa di serie |
| ----------- | ------------------- | -------- | -------------- |
| Australia   | Casey Dellacqua     | 88       | 1              |
| Giappone    | Misaki Doi          | 92       | 2              |
| Svizzera    | Stefanie Vögele     | 116      | 3              |
| Giappone    | Kimiko Date-Krumm   | 119      | 4              |
| Thailandia  | Tamarine Tanasugarn | 133      | 5              |
| Giappone    | Kurumi Nara         | 160      | 6              |
| Australia   | Ashleigh Barty      | 183      | 7              |
| Giappone    | Erika Sema          | 192      | 8              |

- Ranking al 12 novembre 2012.

### Altre partecipanti
Giocatrici che hanno ricevuto una wild card:
- Zarina Dijas
- Makoto Ninomiya
- Erika Takao
- Mari Tanaka

Giocatrici passate dalle qualificazioni:
- Shūko Aoyama
- Miki Miyamura
- Risa Ozaki
- Riko Sawayanagi

Giocatori che hanno ricevuto un entry come junior exempt:
- Ashleigh Barty

## Campioni

### Singolare maschile
- Michał Przysiężny ha battuto in finale  Hiroki Moriya con il punteggio di 6–2, 6–3

### Singolare femminile
- Stefanie Vögele ha battuto in finale  Kimiko Date-Krumm con il punteggio di 7–6(3), 6–4

### Doppio maschile
- Philipp Oswald /  Mate Pavić hanno battuto in finale  Andrea Arnaboldi /  Matteo Viola con il punteggio di 6–3, 3–6, [10-2]

### Doppio femminile
- Ashleigh Barty /  Casey Dellacqua hanno battuto in finale  Miki Miyamura /  Varatchaya Wongteanchai con il punteggio di 6–1, 6–2